# Roberto Sánchez Mantecón
Roberto Sánchez Mantecón (* 14. Februar 1996 in Mislata) ist ein spanischer Triathlet, U23-Weltmeister Triathlon (2019) und Vizeeuropameister Triathlon (2021).

## Werdegang
2015 wurde Roberto Sánchez Mantecón spanischer Junioren-Staatsmeister auf der Triathlon-Sprintdistanz. Im August 2019 wurde er U23-Weltmeister auf der olympischen Distanz (1,5 km Schwimmen, 40 km Radfahren und 10 km Laufen).

### Vizeeuropameister Triathlon 2021
Im Juni 2021 belegte er bei der Triathlon-Europameisterschaft in Kitzbühel in der gemischten Staffel mit Sara Pérez Sala, Tamara Gómez Garrido und Antonio Serrat Seoane den neunten Rang. Im August konnte er bei seinem ersten Start auf der Mitteldistanz (1,9 km Schwimmen, 90 km Radfahren und 21,1 km Laufen) neben Nicola Spirig bei den Frauen die Challenge Davos für sich entscheiden.
Im September wurde der 25-Jährige in Valencia Vizeeuropameister auf der olympischen Distanz.

## Sportliche Erfolge
| Datum/Jahr    | Rang | Wettbewerb                                     | Austragungsort | Zeit     | Bemerkung                                                                                        |
| ------------- | ---- | ---------------------------------------------- | -------------- | -------- | ------------------------------------------------------------------------------------------------ |
| 6. Nov. 2022  | 3    | ITU World Championship Series 2022             | Bermuda        | 01:49:54 |                                                                                                  |
| 14. Mai 2022  | 18   | ITU World Championship Series 2022             | Yokohama       | 01:45:23 |                                                                                                  |
| 25. Sep. 2021 | 2    | ETU Triathlon European Championships           | Valencia       | 01:41:22 | Vizeeuropameister auf der olympischen Kurzdistanz                                                |
| 30. Aug. 2019 | 1    | ITU Triathlon World Championship U23           | Lausanne       | 01:50:20 | U23-Weltmeister auf der olympischen Distanz (1,5 km Schwimmen, 40 km Radfahren und 10 km Laufen) |
| 1. Sep. 2018  | 1    | ESP Triathlon National Championships           | A Coruña       | 01:50:59 | Staatsmeister Triathlon                                                                          |
| 21. Juni 2015 | 1    | ESP Triathlon National Championship Junior Men | Pontevedra     | 00:59:05 | Junioren-Staatsmeister Sprintdistanz                                                             |
| 23. Juni 2013 | 2    | ESP Triathlon National Championship Junior Men | Altafulla      | 00:58:31 | Vizestaatsmeister Junioren Sprintdistanz                                                         |

| Datum/Jahr    | Rang | Wettbewerb      | Austragungsort | Zeit     | Bemerkung |
| ------------- | ---- | --------------- | -------------- | -------- | --------- |
| 28. Aug. 2021 | 1    | Challenge Davos | Davos          | 03:33:47 |           |

| Datum/Jahr    | Rang | Wettbewerb                                    | Austragungsort | Zeit     | Bemerkung                             |
| ------------- | ---- | --------------------------------------------- | -------------- | -------- | ------------------------------------- |
| 27. Apr. 2013 | 3    | ESP Duathlon National Championship Junior Men | Pontevedra     | 00:58:21 | Duathlon-Staatsmeisterschaft Junioren |

(DNF – Did Not Finish)